# Ловизский переулок
Лови́зский переу́лок — переулок в Выборгском районе Санкт-Петербурга. Проходит от Большого Сампсониевского проспекта до Зеленкова переулка.

## История
Первоначальное название Безымянный переулок известно с 1798 года.
Современное название Ловизский переулок присвоено 14 июля 1859 года по городу Ловиза (совр. Ловийса) в Финляндии, в ряду улиц Выборгской стороны, названных по городам Великого княжества Финляндского (см. также Выборгская улица, Гельсингфорсская улица, Нейшлотский переулок, Сердобольская улица, Финляндский проспект).

## Достопримечательности
- Памятник герою Советского Союза Ф. А. Смолячкову в сквере между Ловизским переулком, Большим Сампсониевским проспектом и улицей Смолячкова.
- Дом № 2 (Зеленков переулок, д. № 1 / Улица Смолячкова, д. № 4а) — бывший корпус тигельного завода К. П. Моргана, построенный в 1909—1915 годах по проекту архитектора Ф. Ф. Постельса. Снесен в 2013 году (с частичным сохранением внешних стен) в связи со строительством на этом участке бизнес-центра[3][4].